# Église de la Madeleine

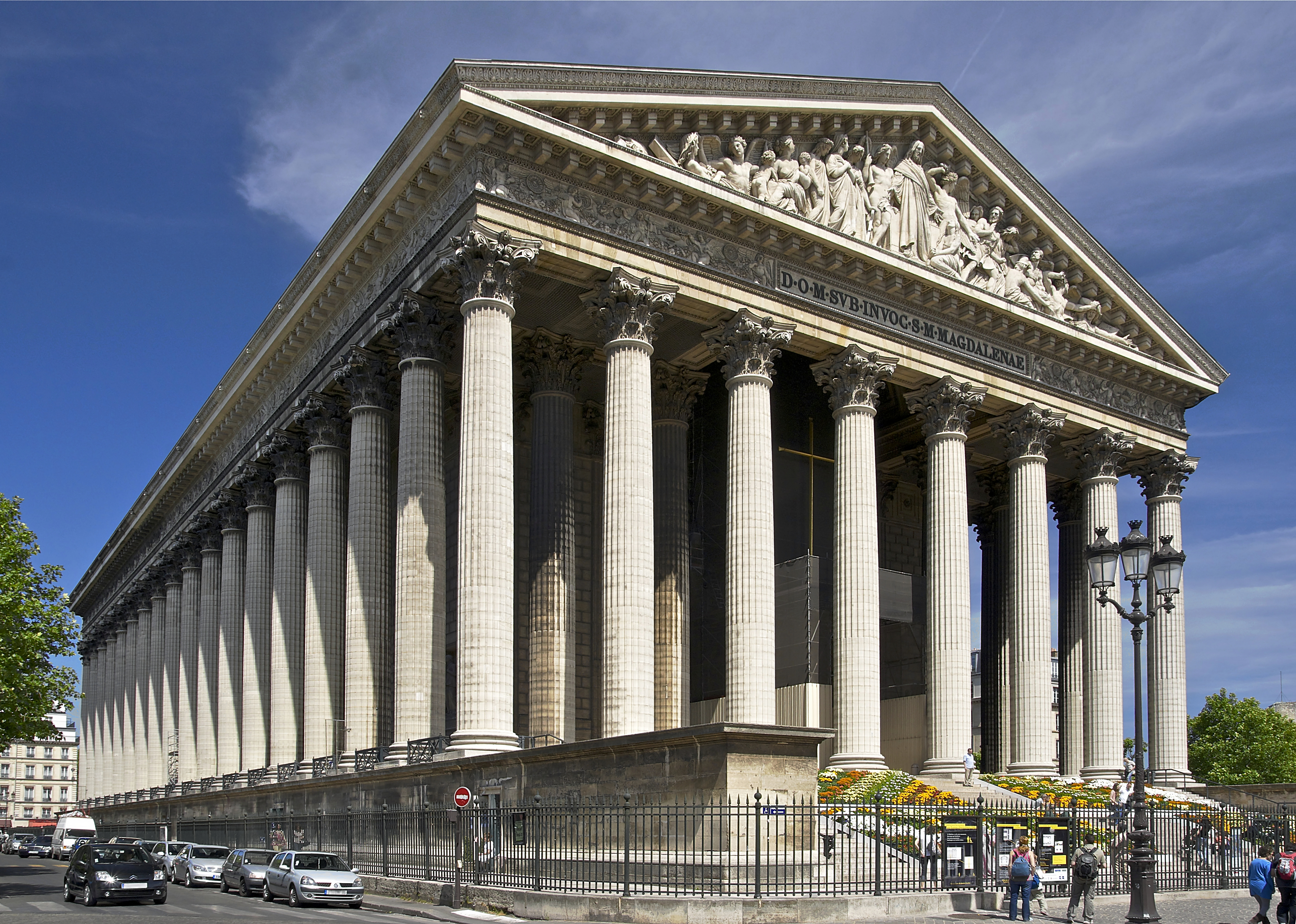
Église de la Madeleine.

Église de la Madeleine, även La Madeleine, är en kyrka i det 8:e arrondissementet i Paris. Kyrkan är tillägnad Maria Magdalena och är en stor byggnad i grekisk-romersk tempelstil. Den färdigställdes 1845 efter att ha påbörjats 1764, sedan färdigställandet har dess imponerande kolonnad fungerat som motvikt mot Palais Bourbon på andra sidan floden. 